# Raiffeisenbank Landshuter Land
Die Raiffeisenbank Landshuter Land eG ist eine Genossenschaftsbank mit Sitz in Ergolding (Bayern).

## Geschichte
Die Raiffeisenbank Landshuter Land eG entstand im Jahr 2022 aus der Fusion der Raiffeisenbank Pfeffenhausen-Rottenburg-Wildenberg eG, der Raiffeisenbank Essenbach eG und der Raiffeisenbank Altdorf-Ergolding eG.

## Verbundpartner
Die Bank ist Teil der Genossenschaftlichen Finanzgruppe Volksbanken Raiffeisenbanken. Sie vertreibt daher z. B. Bausparverträge der Bausparkasse Schwäbisch Hall, Investmentfonds von Union Investment und vermittelt Versicherungen der R+V Versicherung. Die Funktion der Zentralbank nimmt die DZ Bank wahr.

## Gesellschaftliches Engagement
Die Bank fördert kulturelle, sportliche und soziale Organisationen und Veranstaltungen, sowie Schulen und Kindergärten im Geschäftsgebiet. Im Jahr 2023 belief sich das Spendenvolumen auf insgesamt 148.701 Euro.